# Turíbio de Astorga
São Turíbio de Astorga (em castelhano: Santo Toribio de Astorga; fl. 446, m. 460) foi um arquidiácono de Tui e um dos primeiros bispos de Astorga. Turíbio era um zeloso mantenedor da disciplina eclesiástica e defensor do cristianismo niceno contra a heresia galaica do priscilianismo, pelo qual recebeu uma carta de apoio de Leão, o Grande, que ainda sobrevive.
Turíbio realizou um sínodo local em 446. Após sua morte em Astorga, em 460, ele foi reverenciado como um santo. Segundo a tradição, suas relíquias, juntamente com um pedaço do lignum crucis, foram transferidas para o Mosteiro de Liébana em meados do século VIII. Seu dia de festa é 16 de abril na Igreja Católica Romana. Ele geralmente é retratado com uma mitra e não deve ser confundido com Turíbio de Liébana.